# Invisible Sun
Invisible Sun – pierwszy singiel brytyjskiej grupy The Police z ich czwartej płyty Ghost in the Machine, wydany we wrześniu 1981. Wypuszczono go tylko w Wielkiej Brytanii, w pozostałych częściach świata pierwszym singlem z płyty było Every Little Thing She Does Is Magic. Początkowo piosenka miała nosić tytuł Ghost in the Machine, ale zmienił go, uznając go za zbyt monotonny.
Tekst piosenki, w przeciwieństwie do warstwy muzycznej, jest optymistyczny. Narrator, doświadczający skutków walk w Bejrucie, ma nadzieję na zobaczenie słońca, które przesłaniają chmury ArmaLite. Klip, przedstawiający walki w Irlandii Północnej, był zakazany przez BBC. Singiel dotarł do 2. pozycji na UK Singles Chart.

## Lista utworów
7": A&M / AMS 8164 (UK)
1. "Invisible Sun" – 3:35
2. "Shambelle" – 5:42

7": A&M / AMS 8164 (NL)
1. "Invisible Sun" – 3:35
2. "Flexible Strategies" – 3:42

## Personel
- Sting – bas, keyboardy, główny i poboczny wokal
- Andy Summers – guitary, efekty
- Stewart Copeland – perkusja